# L'amore fa fare questo e altro
L'amore fa fare questo e altro è una commedia teatrale di Achille Campanile scritta e rappresentata nel 1930.

## Trama
La commedia narra la storia d'amore tra Leonora e il professore Battilocchio costretto, per star accanto all'amata, a vestirsi da bambino per dare lezioni al capriccioso Carletto. Il grottesco del testo, tra rapimenti e scambi di persona, condurrà ad un lieto esito della vicenda.

## Prima rappresentazione
La prima rappresentazione è avvenuta il 17 ottobre 1930, al Teatro Manzoni di Milano con la regia e le scene di Guido Salvini. Interpreti principali: Giuditta Rissone, Amelia Chellini, Giulio Donadio, Vittorio De Sica, Umberto Melnati, Checco Rissone, Stefano Sibaldi, Antonio Pierfederici.
La sera del debutto la commedia non fu apprezzata dalla critica («Il lavoro è privo di qualità teatrali») e il pubblico sin dalle prime battute si divise tra chi applaudiva e chi contestava rumorosamente e con l’intervento dei carabinieri a separare le due fazioni.
Nel 1933 la commedia fu ripresa al Teatro Barberini di Roma dalla Compagnia Za Bum n. 8 e la reazione del pubblico fu così feroce che De Sica, dopo il secondo atto, tacitò gli spettatori comunicando che avrebbero terminato la serata con alcune scene di Navigliana di Falconi e Biancoli.

## Edizioni
- Achille Campanile, L'amore fa fare questo e altro, in L'inventore del cavallo e altre quindici commedie. 1924-1939, Torino, Einaudi, 1971, pp. 85-141